# 1998 en astronomie
| Années de l'astronomie : 1995 - 1996 - 1997 - 1998 - 1999 - 2000 - 2001    |
| Décennies de l'astronomie : 1960 - 1970 - 1980 - 1990 - 2000 - 2010 - 2020 |

Cet article présente les événements qui se sont produits pendant l'année 1998 dans le domaine de l'astronomie.

## Événements

### Juin
- 19 juin : découverte de l'astéroïde (14567) Nicovincenti.
- 23 juin : découverte de l'exoplanète Gliese 876 b.

### Novembre
- 24 novembre : découverte de l'exoplanète Gliese 86 b.

## Prix
- Prix Jules-Janssen : Michel Mayor
- Médaille Bruce : Donald Lynden-Bell